# Aquariderna
Aquariderna är en meteorsvärm i april och maj varje år, som uppträder från den 19 april och pågår en dryg månad framåt, till den 28 maj. Aquaridernas radiant är belägen i Vattumannens stjärnbild, nära Eta Aquarii. Meteorregnet är förknippat med Halleys komet i den bansträckning denna hade för flera hundra år sedan.
Aquariderna kallas också Eta-Aquariderna utifrån sin radiant och Maj-Aquariderna utifrån datum för genomsnittligt maximum, 5-6 maj.

## Beskrivning
Aquariderna är ett meteorregn som pågår under en dryg månad och är aktivt mellan 19 april och 28 maj, med ett maximum som oftast inträffar 5-6 maj. Maximum har ingen egentlig topp, utan är utspritt under ungefär en vecka runt det datum som anges.
Meteorregnets banhastighet är ovanlig hög, 65 km/s och är därmed jämförbar med Perseidernas. Aquariderna kan ha ett högsta antal meteorer per timme, ZHRmax, som närmar sig Perseidernas i augusti och Gemenidernas i december. 2013 var ZHR 135, men ett vanligt år är ZHR ungefär 55.
2019 beräknas maximum inträffa redan den 3 maj.